# Eichhaus

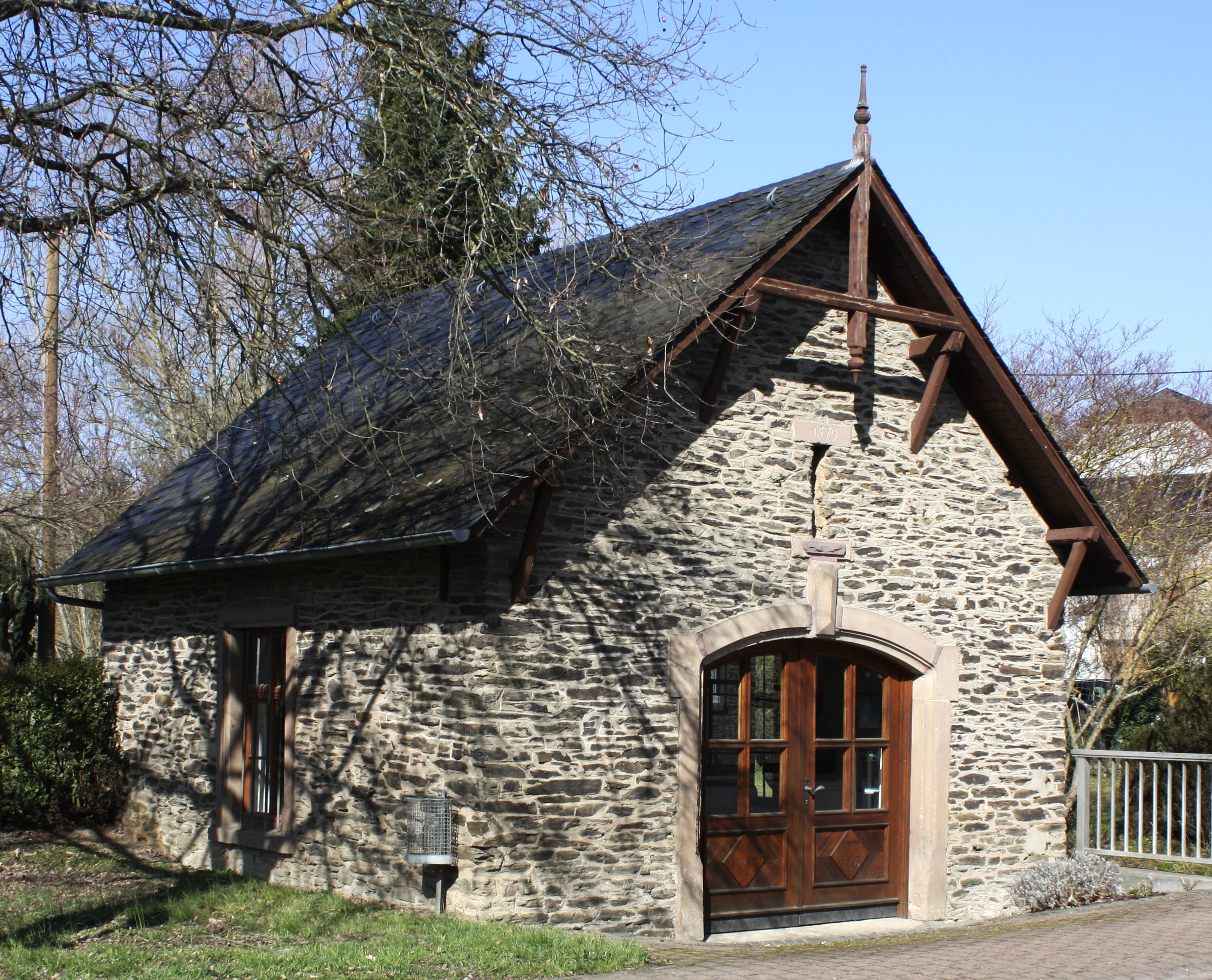
Ehemaliges Eichhaus von 1879 in Osann-Monzel

Ein Eichhaus war eine Einrichtung an der Mosel, in dem die Weinfässer geeicht wurden. Sie wurden vom 19. Jahrhundert bis Ende der 1960er Jahre betrieben. Hier wurde die Einfüllmenge der neuen Weinfässer sowie von in Gebrauch befindlichen Fässern überprüft. Das Ergebnis der Messung wurde mit dem Eichamtsstempel mit einem Brenneisen auf dem Fassboden eingebrannt. Die Zuständigkeit lag beim verantwortlichen Fasseichmeister der Stelle. Das gängige Volumenmaß für Weinfässer war das Fuder zu 6 Ohm. Das Ohm betrug 160 Liter.

## Geschichte

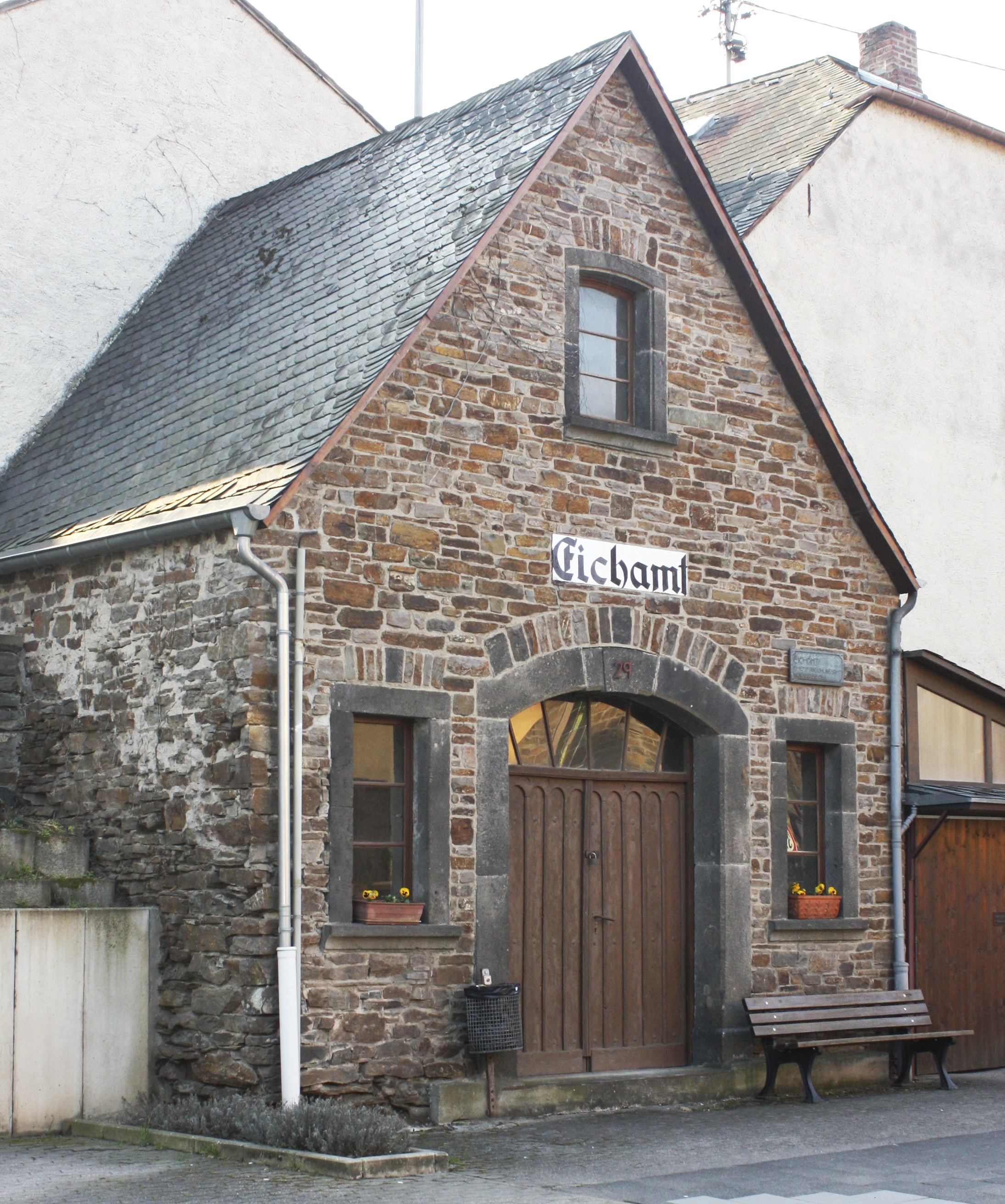
Ehemaliges Eichhaus in Treis an der Mosel, in Betrieb von 1889 bis 1966

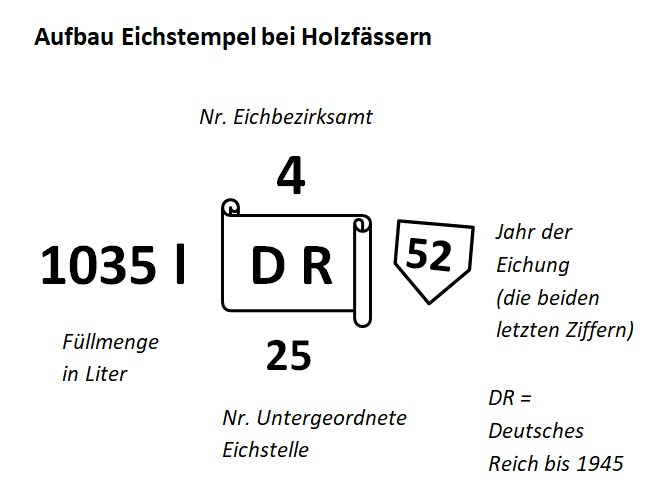
Elemente des Eichstempels bei Holzfässern an der Mosel. Diese wurden mit Brenneisen in den Fassboden eingedrückt.

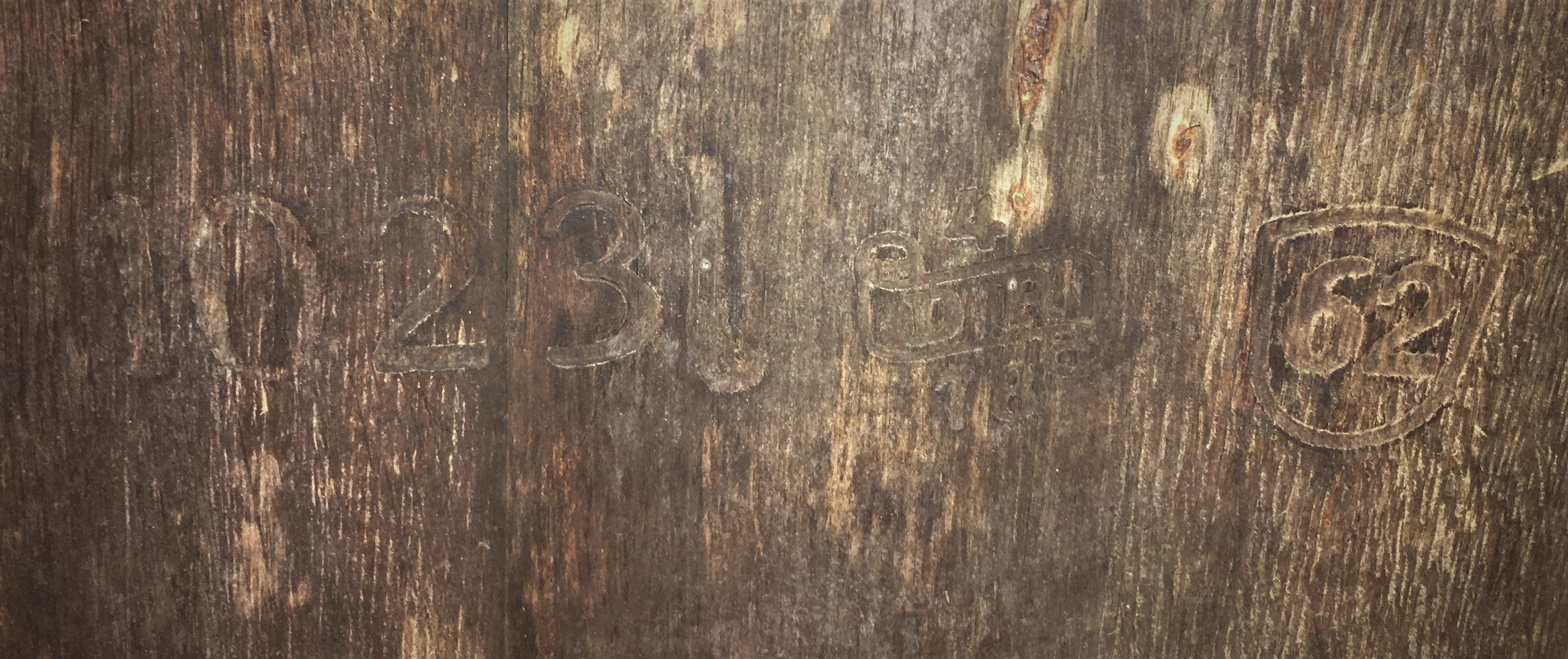
Eichstempel an einem Weinfass in Zeltingen an der Mosel an einem gängigen Fuderfass aus dem Eichjahr 1962.

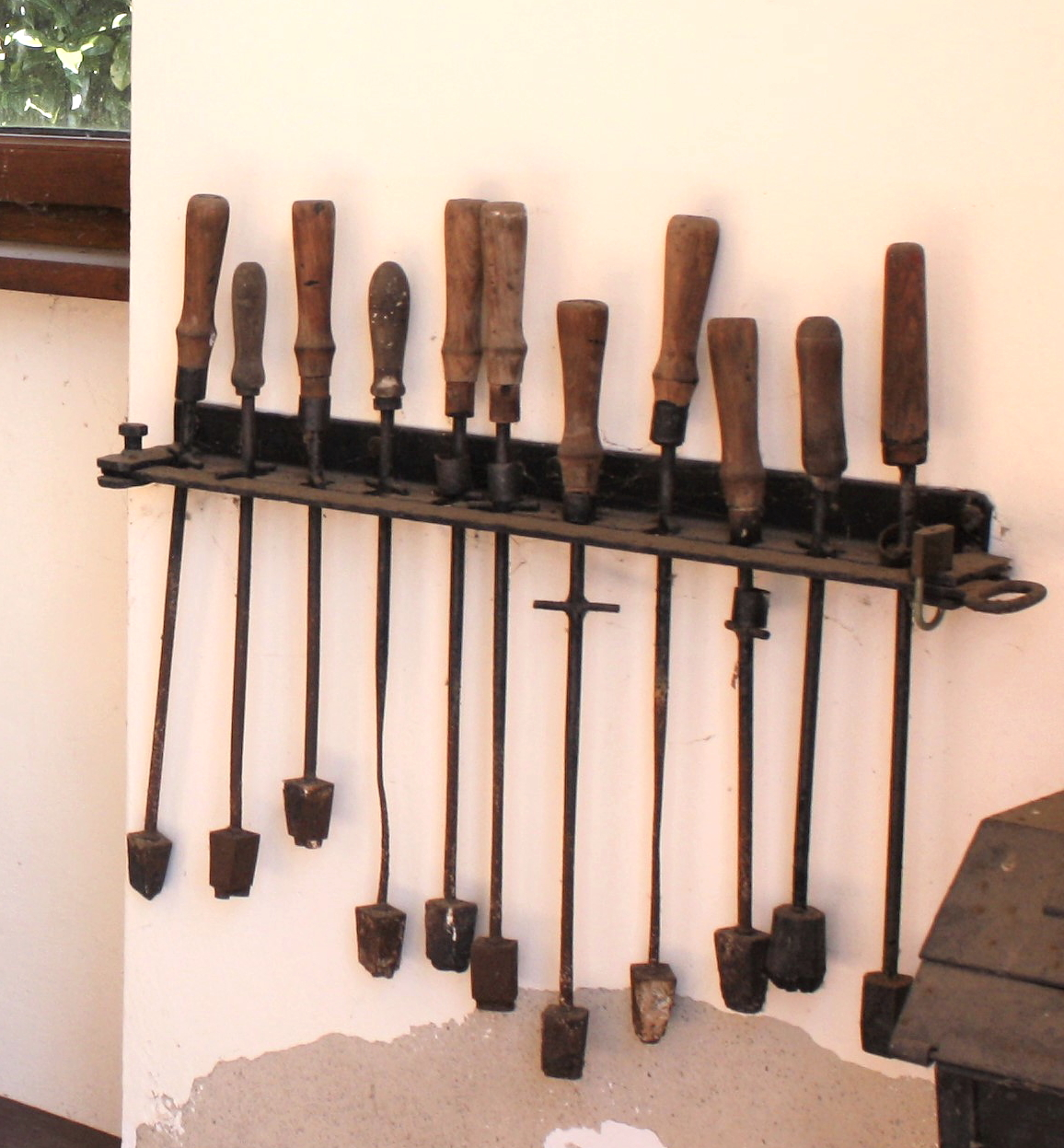
Brenneisen zum Einbrennen ermittelter Werte bei der Fasseichung im ehemaligen Eichhaus Minheim

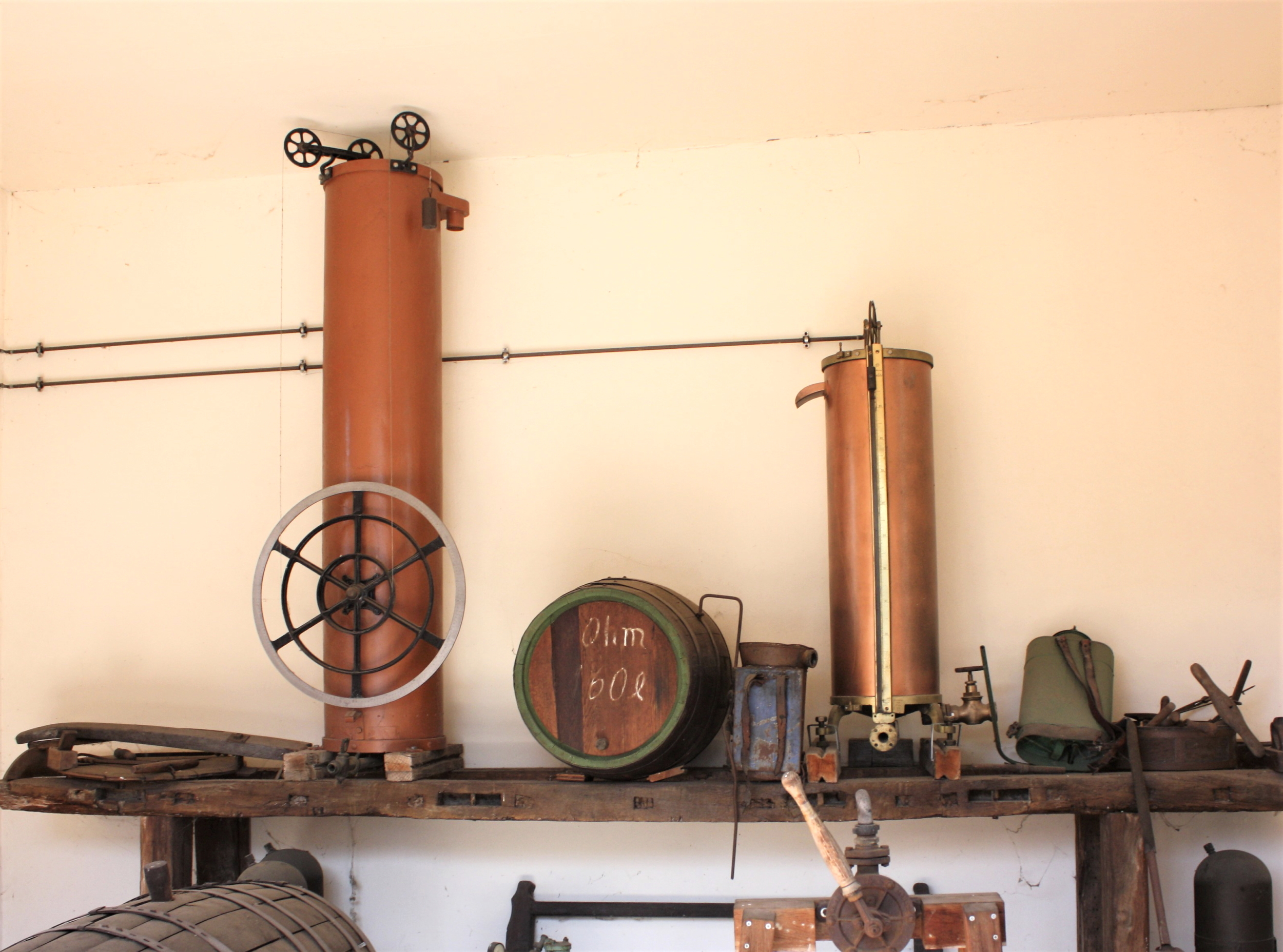
Apparatur mit Referenzbehältern zur Fasseichung im ehemaligen Eichhaus Minheim

Seit dem Jahr 1785 besteht das staatliche Mess- und Eichsystem der Preußen, die Maß- und Gewichtsordnung ab 1816. Seit 1868 gilt sie auch für den Norddeutschen Bund.

### Eichvorgang
Beim Eichvorgang wurde das betroffene Fass aus einem Referenzbehälter über einen Schlauch befüllt. War das Fass bis unter das Spundloch voll, wurde an einem Zählwerk des Referenzbehälters die an diesem abgeflossene Menge festgestellt und im Fasseichbuch mit dem Namen des Fassbesitzers notiert. Mit dem Aufdrücken der Eichdaten mittels Brenneisen auf den Fassboden war die amtliche Eichung abgeschlossen.

### Eichstempel
Der Eichstempel beinhaltete die festgestellte Füllmenge in Litern, daneben eine symbolisierte Banderole mit den Buchstaben „DR“, was bis 1975 als Abkürzung für das Deutsche Reich stand. Darüber befand sich eine Zahl für die übergeordnete Eichstelle, unter der Banderole eine Zahl für die ortsansässige Eichstelle. Beide Zahlen bildeten in Kombination die Ordnungsnummer der Eichstelle. Rechts mit oder ohne Wappenumrandung standen die zwei letzten Ziffern der Jahreszahl der Eichung. Über dem Eichstempel brannte der Winzer häufig auch die Initialen seines Betriebes eigenständig ein.
Die Ordnungszahl für Kröv/Mosel war beispielsweise die 4/36, wobei die 4 für das Bezirkseichamt in Bad Kreuznach stand, das u. a. für den Moselraum zuständig war.

### Noch erhaltene Eichhäuser
Noch erhaltene Eichhäuser aus dem 19. Jahrhundert befinden sich in
- Leiwen, Landkreis Trier-Saarburg, ehemalige Euchariuskapelle. Die 1803 durch Napoleon säkularisierte Kapelle wurde von 1887 bis 1967 als Eichamt genutzt. Heute beherbergt das Gebäude ein Wein- und Heimatmuseum.[7]
- Neumagen-Dhron, Landkreis Bernkastel-Wittlich, Eichamt bis 1976, geänderte Nutzung, Winzerhof Klimek.[8]
- Niederemmel/Piesport, Landkreis Bernkastel-Wittlich, Ehemaliges Eichamt in Niederemmel[9]
- Minheim, Landkreis Bernkastel-Wittlich, zu besonderen Anlässen wird hier im Eichhaus die Tradition des Eichens gezeigt.[10]
- Wintrich, Landkreis Bernkastel-Wittlich. Das Wintricher Eichwesen geht zurück bis ins Jahr 1567. Eine Verfügung des Trierer Kurfürsten Jakob III. von Eltz ordnete die  Einrichtung einer Eichstelle in Wintrich an. Dabei wurde bereits veranlasst, dass in den Boden jedes Fasses eingeritzt werden sollte, „wieviel ein Fass hält“. Das Eichamt führte dazu auch einen eigenen Eichstempel in Form eines Wappens.[11]
- Osann-Monzel, Landkreis Bernkastel-Wittlich, erbaut 1879 und in Betrieb bis 1972. Eine als kleines Museum eingerichtete ehemalige Fasseichstelle[12]
- Lieser, Landkreis Bernkastel-Wittlich, Altes Eichamt am Markt.[13]
- Bernkastel-Kues, Altes Eichamt, Nikolausufer 22, geänderte Nutzungsart[14]
- Kröv, Landkreis Bernkastel-Wittlich, Torbogen-Gewände des abgerissenen Hauses von 1873. Abriss im Rahmen des Flurbereinigungsverfahren um 1970[15]
- Pünderich, Landkreis Cochem-Zell, hergerichtet als Eichhausmuseum mit historischen Einrichtungsgerätschaften zur Durchführung des Eichungsvorganges[16]
- Zell, Landkreis Cochem-Zell, Rohrgasse 2, geänderte Nutzungsart, Restaurant.[17]
- Ernst, Landkreis Cochem-Zell Altes Eichamt direkt neben der Touristinformation, Moselstraße.[18]
- Treis, Landkreis Cochem-Zell, erbaut 1889.[19]

### Niedergelegte Eichhäuser
- Kinheim, Landkreis Bernkastel-Wittlich, im Rahmen der Flurbereinigung in den 1970er Jahren niedergelegt[20]
- Ürzig, Landkreis Bernkastel-Wittlich, an der alten Schule[9]
- Erden (Mosel), Landkreis Bernkastel-Wittlich, ehemaliger Standort am Platz des heutigen Brunnens in Dorfmitte gegenüber der Kirche[9]
- Zeltingen, Landkreis Bernkastel-Wittlich, ehemaliger Standort unterhalb des Gestades am alten Zeltinger Fährkopf, Abriss im November 1930[21]
- Mülheim an der Mosel, Landkreis Bernkastel-Wittlich, Vorgängergebäude des Feuerwehrhauses Bergfried 31.[9]
- Wolf, Landkreis Bernkastel-Wittlich, ehemaliges Eichhaus (Aichhaus) am Ortsausgang Wolf Richtung Trarbach kurz vor dem ehemaligen „Waisenhaus“.[22]
- Senheim, Landkreis Cochem-Zell,[9] Eichamt und Fasseichstelle von 1872 bis 1967, untergebracht im Erdgeschoss des alten Schul- und Rathauses von 1872 bis 1889, danach im Gemeindehausneubau unter dem im ersten Stock eingerichteten Bürgersaal. Abriss des Gebäudes „auf dem Gestade“ 1979.[23]
- Winningen, Landkreis Mayen-Koblenz, ehemaliger Standort Amtsstraße 1, Abriss in den 1960er Jahren[9]

### Aufnahmen zu ehemaligen Eichhäusern

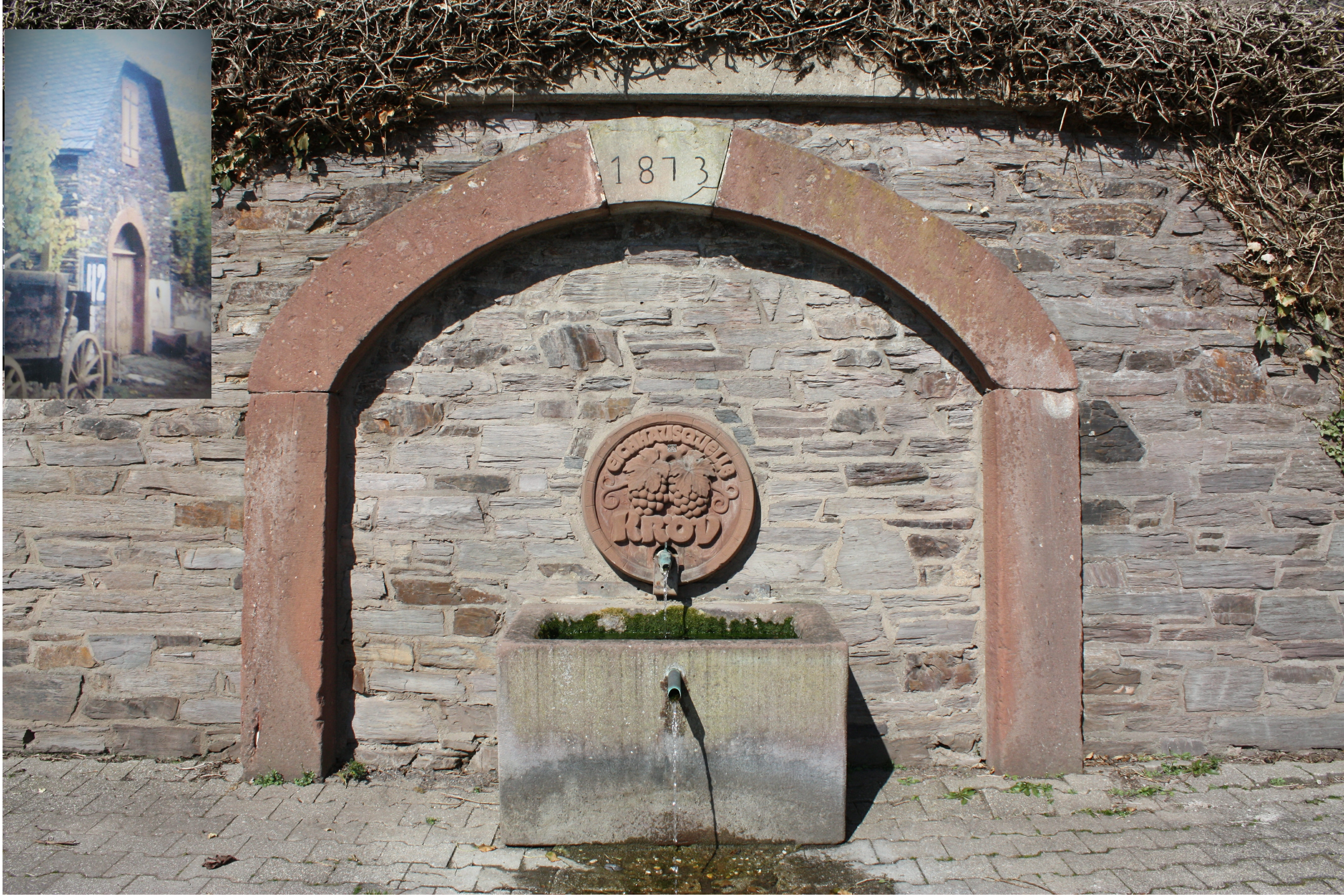
Noch erhaltenes Torgewände des ehemaligen Eichhauses Kröv von 1873
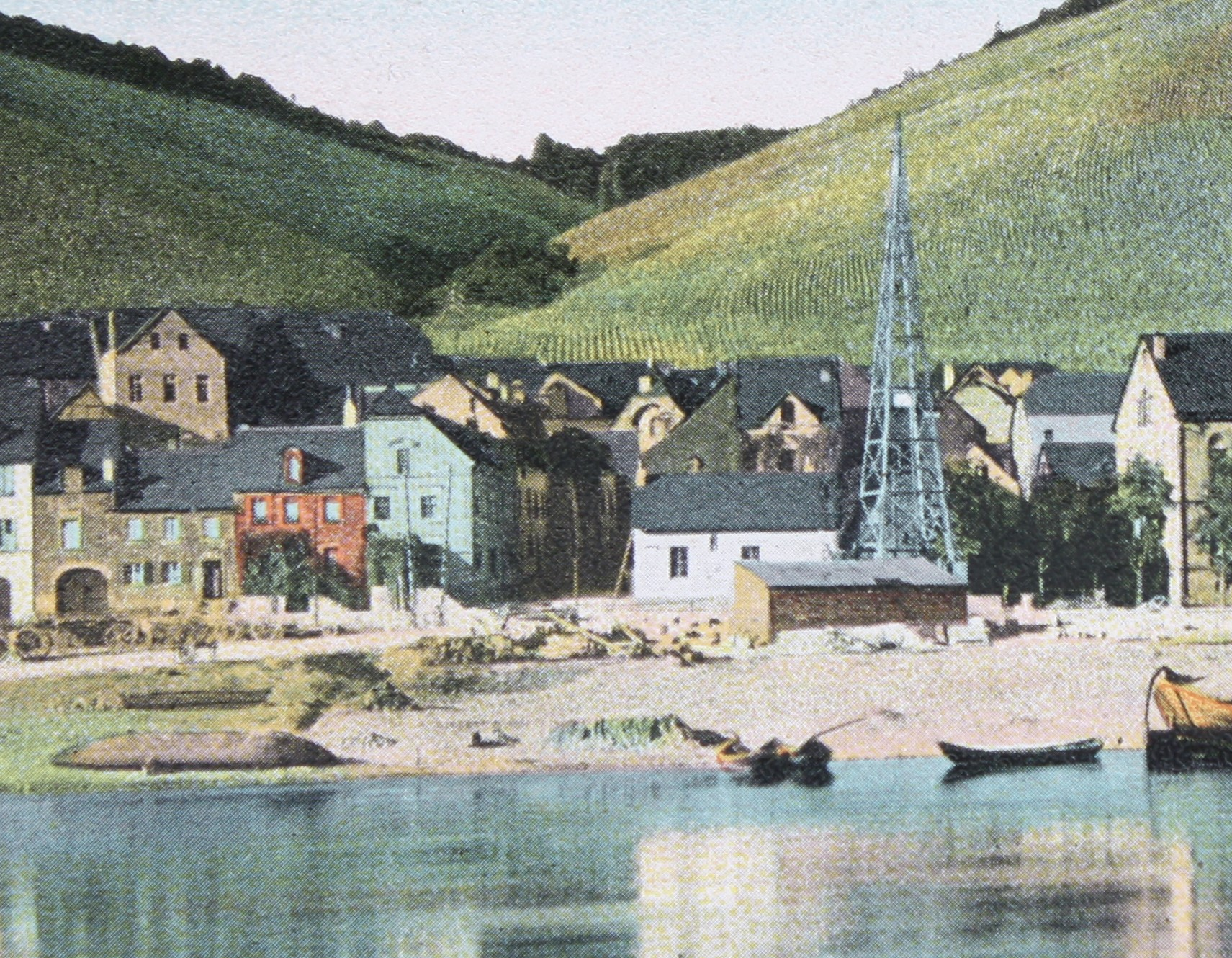
Um 1930 abgerissenes ehemaliges Eichhaus Zeltingen links neben dem Turm (weißes Gebäude)
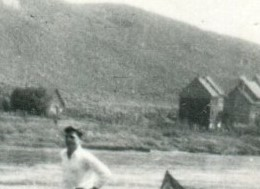
Ehemaliges Eichhaus Kinheim aus dem 19. Jahrhundert. Bis zum Abriss das erste Haus links am Ortseingang.
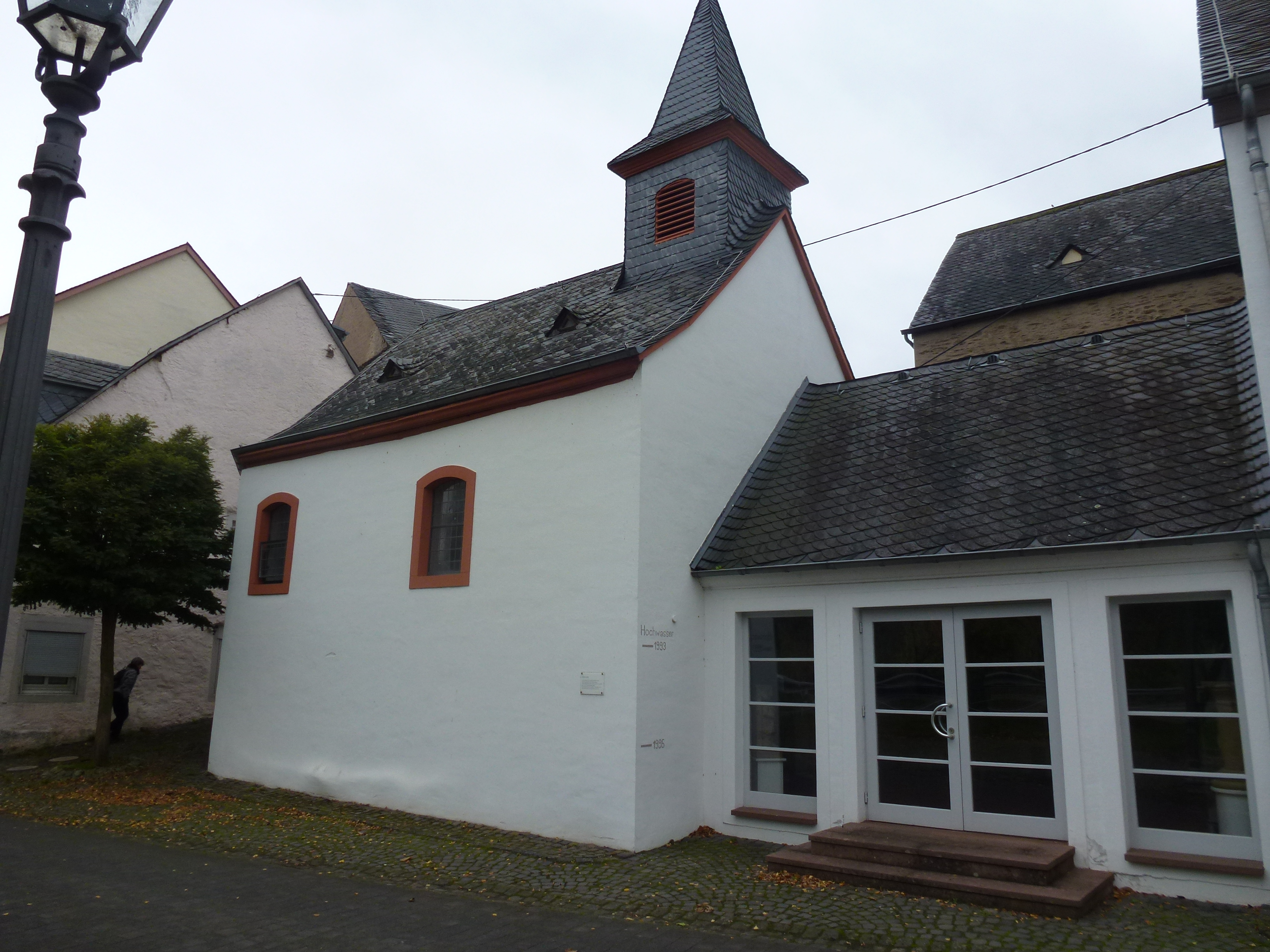
Ehemalige Euchariuskapelle Leiwen, Nutzung als Eichamt von 1887 bis 1967
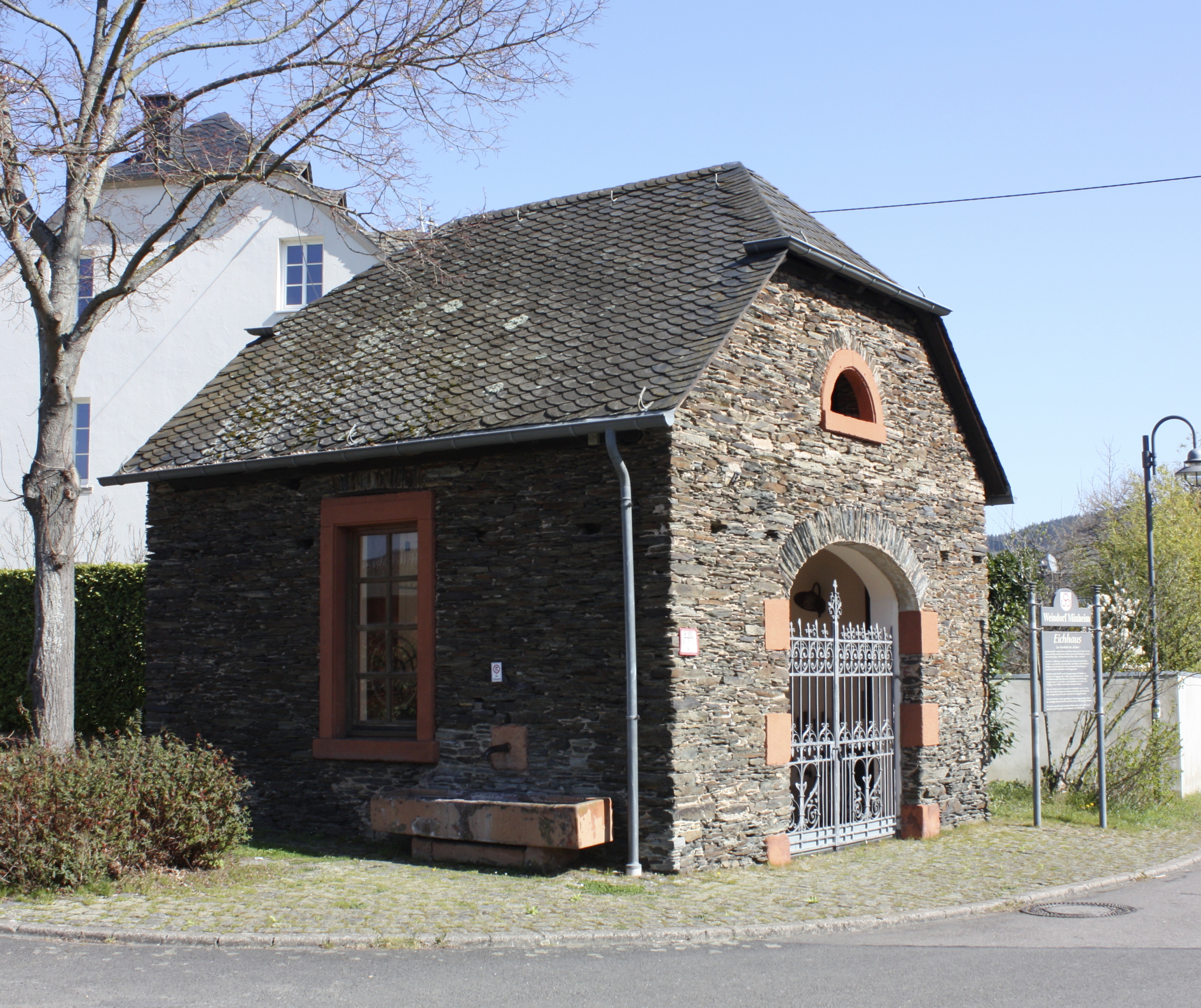
Ehemaliges Eichhaus Minheim/Mosel. In Betrieb von 1875 bis 1969
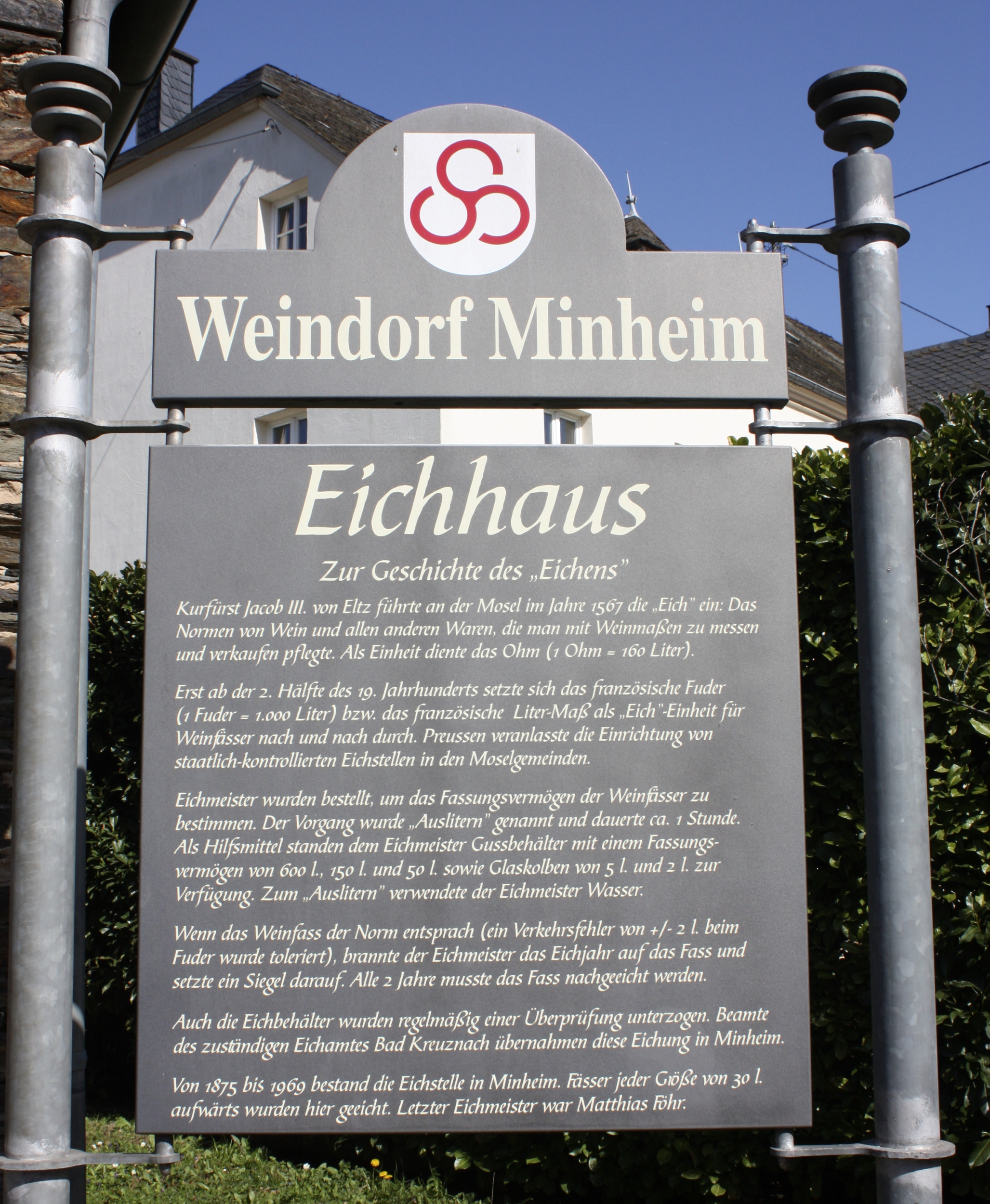
Hinweistafel Eichhaus Minheim
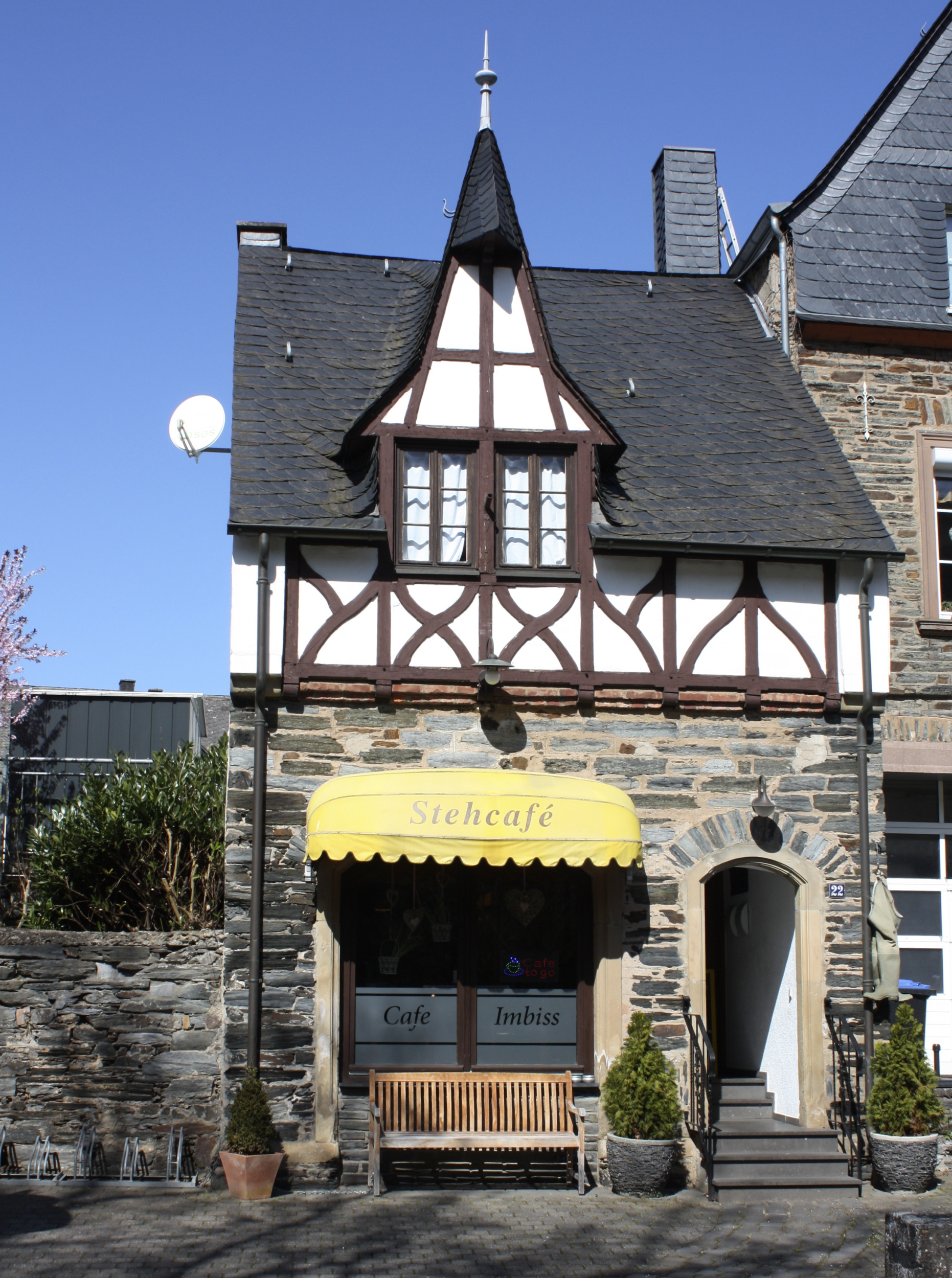
Ehemaliges Eichamt Bernkastel-Kues
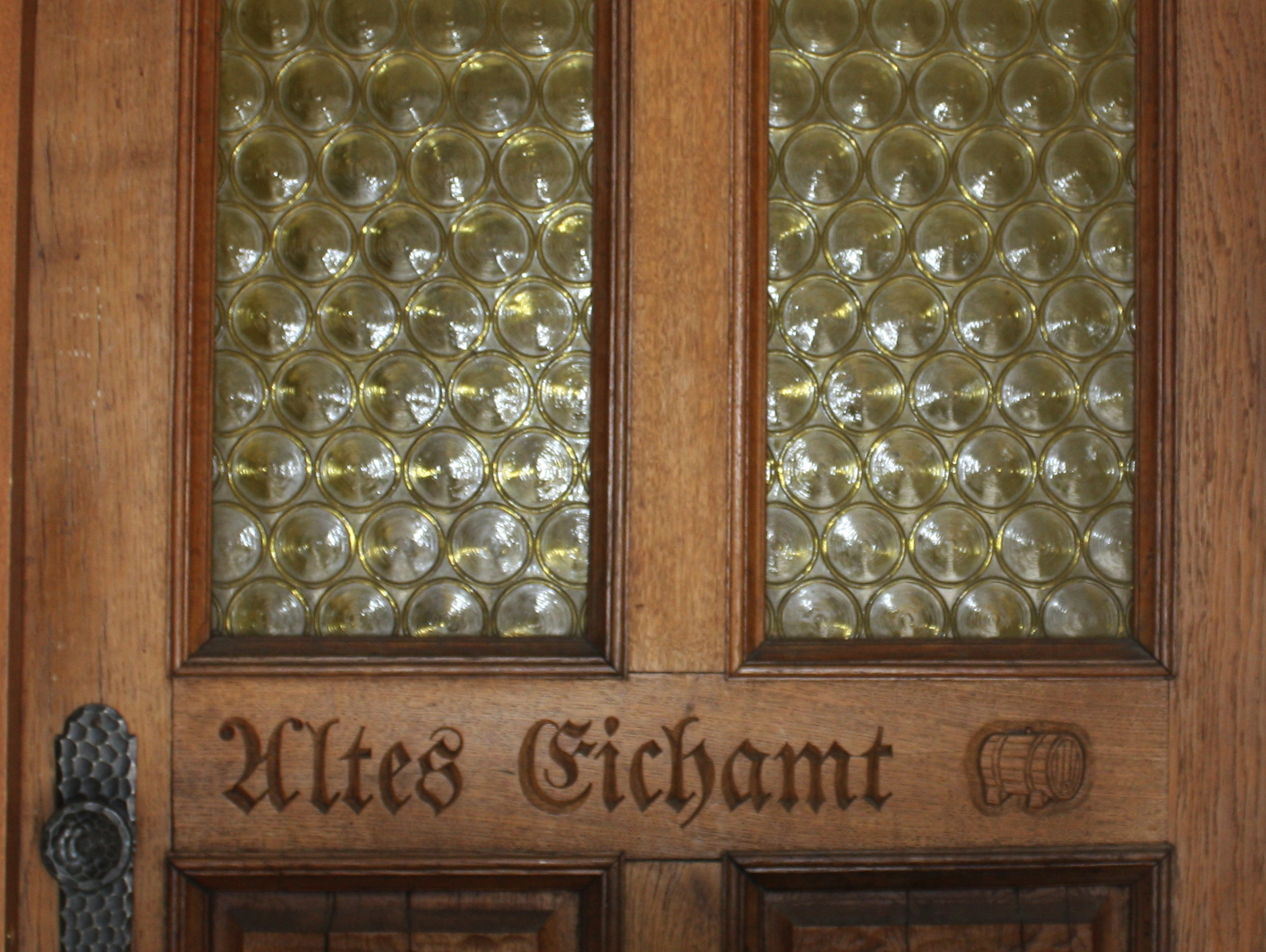
Gravur an der Eingangstür des ehemaligen Eichamtes Bernkastel-Kues
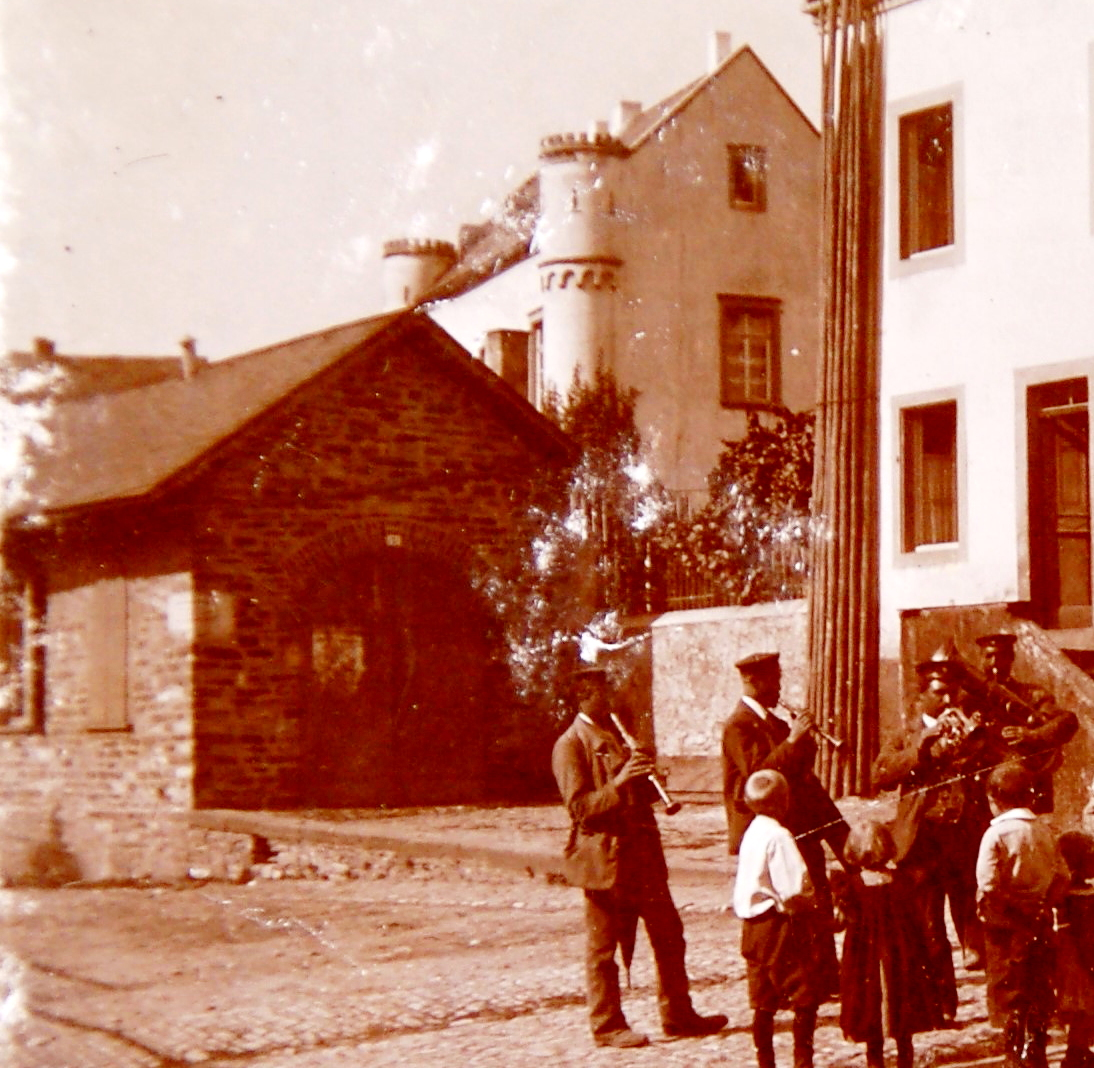
Ehemaliges Eichhaus und Fasseichstelle in Winningen um 1899 (Gebäude links, Bildquelle Familie Schlickum)
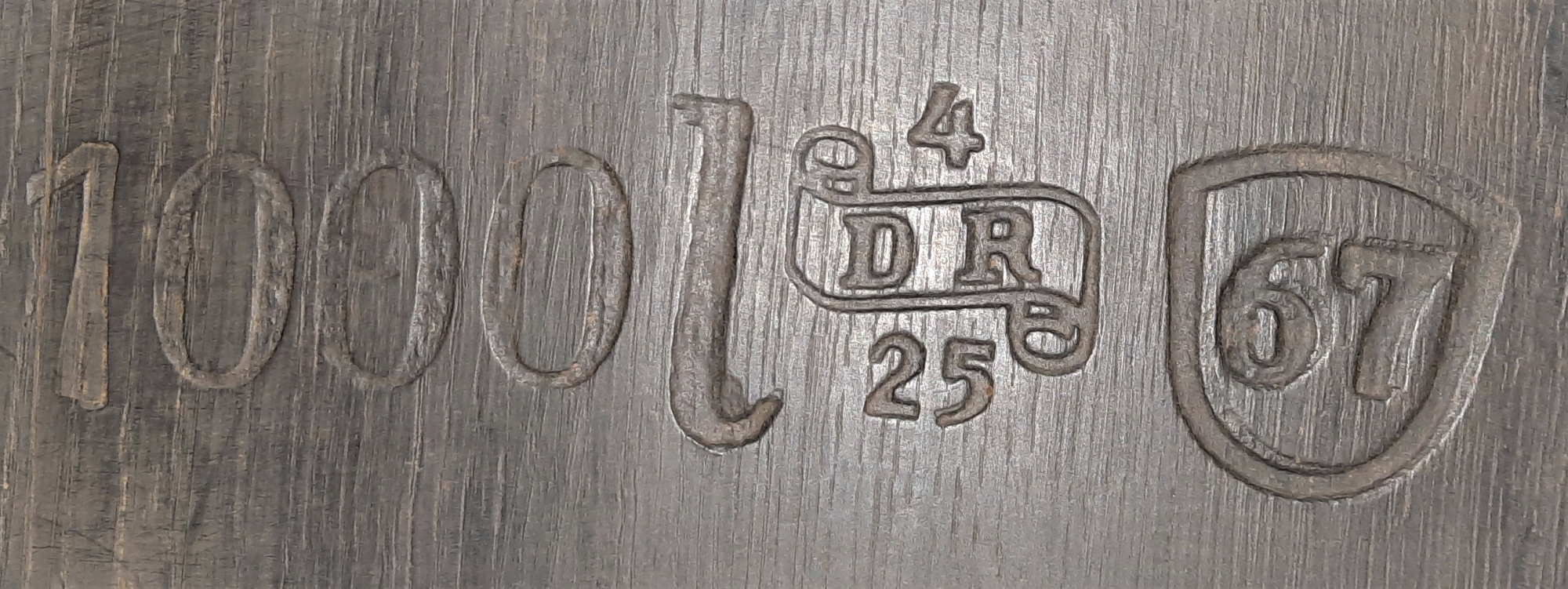
Eichstempel des Eichamtes Erden aus dem Jahr 1967 auf altem Eichenholzfass (Bildquelle Dirk Kaufmann).
Eichhaus zur amtlichen Eichung von Weinfässern in Wolf
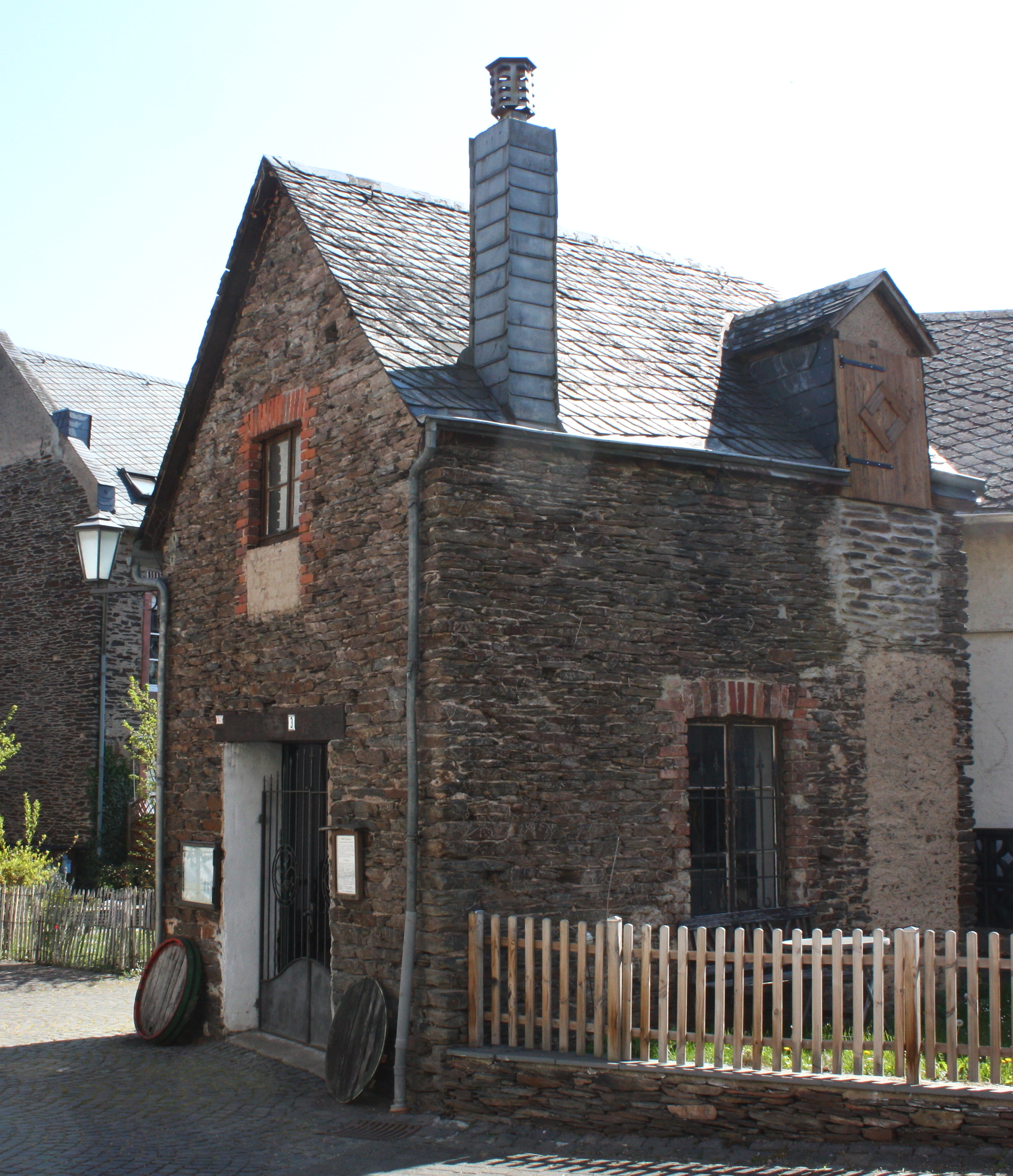
Fasseichstelle der Gemeinde Pünderich an der Mosel bis 1981
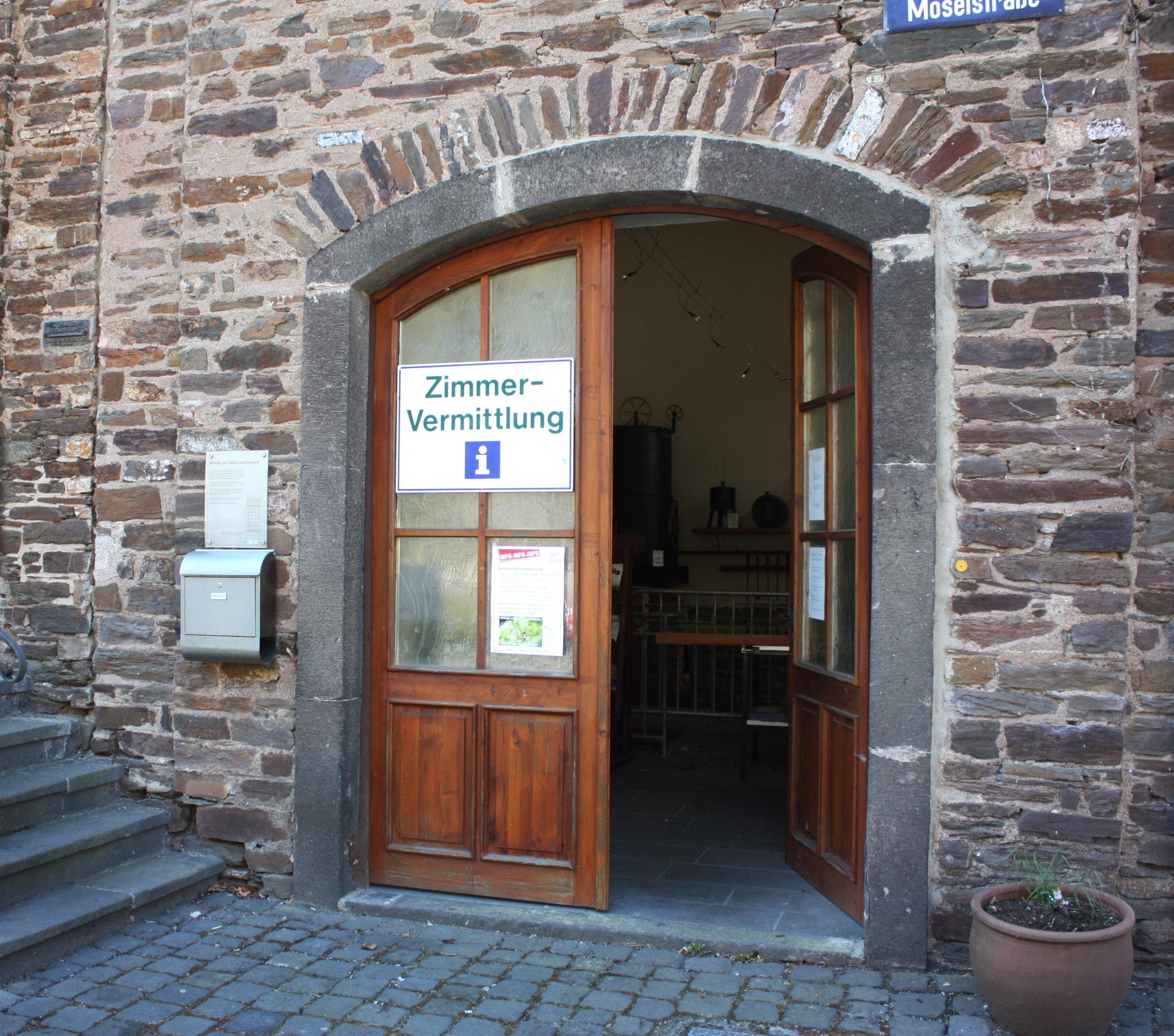
Fasseichstelle von Ernst errichtet 1876 als Anbau an die neue Schule von 1833